# Landkreis Eichenbrück

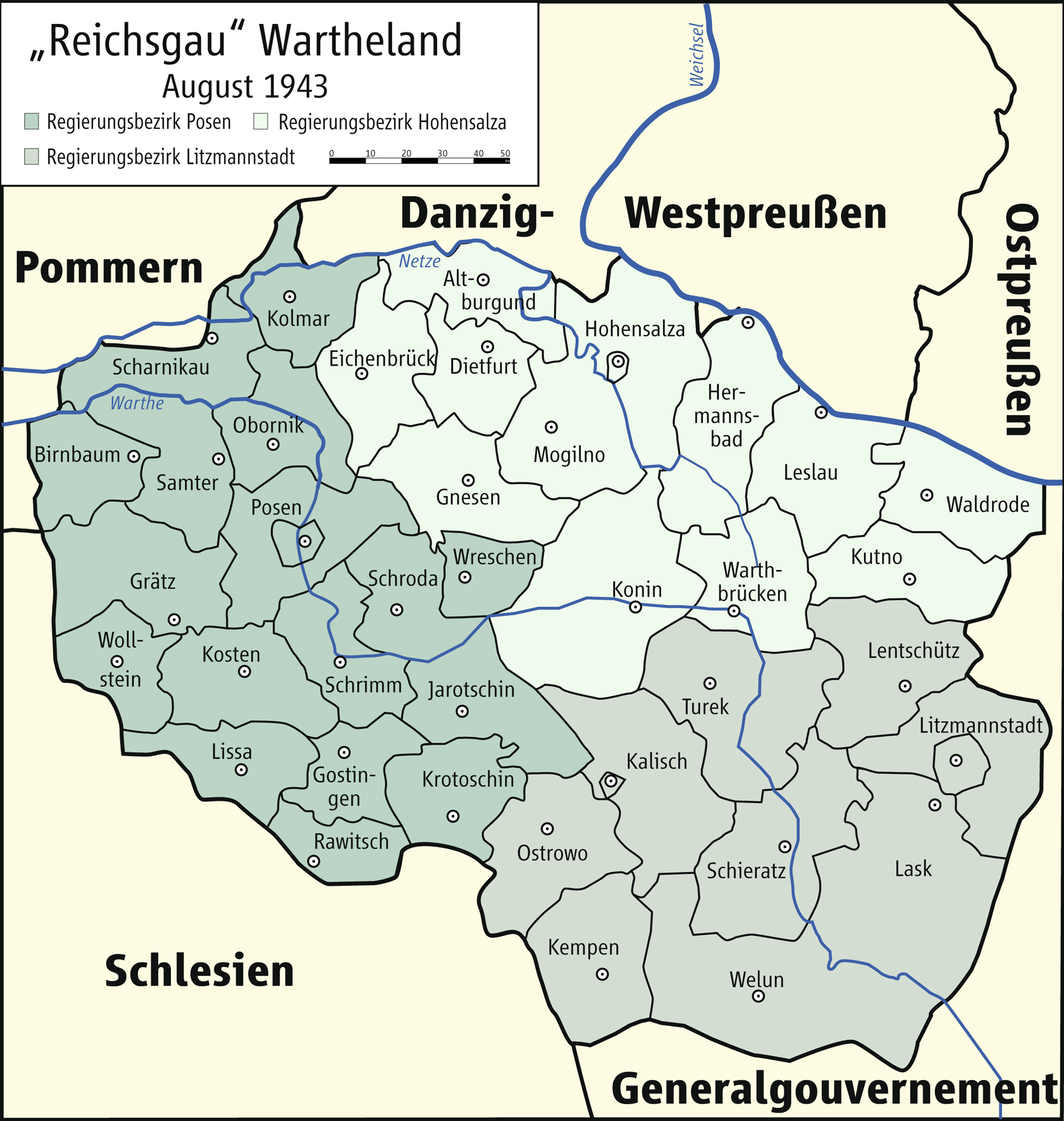
Regierungsbezirke und Kreise im Reichsgau Wartheland

Landkreis Eichenbrück war während des Zweiten Weltkrieges der Name einer deutschen Verwaltungseinheit im besetzten Polen (1939–45).

## Vorgeschichte (1815 bis 1918)
Das Gebiet um die westpolnische Stadt Wągrowiec gehörte von 1815 bis 1918 als Kreis Wongrowitz zur preußischen Provinz Posen. Im Zuge des Großpolnischen Aufstandes kam Wągrowiec am 30. Dezember 1918 unter polnische Kontrolle und wurde am 28. Juni 1919 mit der Unterzeichnung des Versailler Vertrags offiziell an das neu gegründete Polen abgetreten.

## Verwaltungsgeschichte
Beim Überfall auf Polen zu Beginn des Zweiten Weltkrieges besetzten deutsche Truppen den westpolnischen Powiat Wągrowiec, die Kreisstadt Wągrowiec wurde am 6. September 1939 eingenommen.
Am 26. Oktober 1939 wurde der Powiat unter der Bezeichnung Landkreis Wongrowitz völkerrechtswidrig an das Deutsche Reich angeschlossen. Der Landkreis wurde Teil des Regierungsbezirkes Hohensalza im Reichsgau Wartheland.
Sitz des deutschen Landratsamtes wurde die Kreisstadt Wongrowitz.
In der Folgezeit wurde der Name des Kreises mehrfach geändert (am 20. April 1941 in Landkreis Eichenbrück, am 21. Mai 1941 wieder in Landkreis Wongrowitz, am 24. Juli 1942 als Zwischenlösung in Landkreis Eichenbrück (Wongrowitz) und am 7. Oktober 1942 schließlich wieder in Landkreis Eichenbrück).
Mit dem Einmarsch der Roten Armee im Januar 1945 endete die deutsche Besetzung.

## Politik

### Landkommissar
1939–9999: Heinz Müller-Hoppenworth (1907–1942)

### Landräte
1939–1941: Heinz Müller-Hoppenworth (1907–1942)
1941–1942: Pierzynski
1942–1945: Paul-Friedrich Nebelung (1900–1990)

## Kommunale Gliederung
Die 129 Ortschaften des Landkreises wurden zunächst in 6 Amtsbezirken zusammengefasst. Am 1. Januar 1942 wurde der Amtsbezirk Wongrowitz-Stadt zur Stadt nach der Deutschen Gemeindeordnung von 1935 ernannt. Gegen Ende der Besetzung bestand der Landkreis aus 1 Stadt und 5 Amtsbezirken.

## Größe
Der Landkreis Eichenbrück hatte eine Fläche von 1037 km².

## Bevölkerung
Der Landkreis Eichenbrück hatte im Jahre 1941: 56.403 meist polnische Einwohner. Die deutschen Besatzungsbehörden vertrieben zwischen dem 1. Dezember 1939 und dem 31. Dezember 1943 fast 4000 Polen aus dem Gebiet.
Im Gebiet lebte eine kleine deutsche Minderheit, während der Besetzung wurden zusätzlich Deutsche angesiedelt. Gegen Ende der Besetzung verließ der Großteil das Gebiet.
Die jüdische Bevölkerung wurde ins Generalgouvernement deportiert und dort ermordet.

## Ortsnamen
Die lokalen Besatzungsbehörden versahen sofort alle Ortschaften im Kreisgebiet mit deutschen Namen, obwohl offiziell laut unveröffentlichtem Erlass des Innenministers vom 29. Dezember 1939 zunächst die 1918 gültigen deutschen Bezeichnungen weitergelten sollten. Am 18. Mai 1943 wurden für alle Orte mit einer Post- oder Bahnstation im Wartheland deutsche Namen festgelegt, wobei es wiederum zu Abweichungen kam.
| polnischer Name | deutscher Name (1918) | deutscher Name (1939–1945)                                                       |
| --------------- | --------------------- | -------------------------------------------------------------------------------- |
| Damasławek      | Damaslaw              | Elsenau                                                                          |
| Gołańcz         | Gollantsch            | Schwertburg                                                                      |
| Mieścisko       | Markstädt             | Markstädt                                                                        |
| Skoki           | Schokken              | Schokken                                                                         |
| Wągrowiec       | Wongrowitz            | 1939–1941 Wongrowitz 1941 Eichenbrück 1941–1942 Wongrowitz 1942–1945 Eichenbrück |